# До последнего вздоха
«До последнего вздоха» (англ. Inhale, 2010) — фильм режиссёра Балтазара Кормакура.
Отец маленькой девочки в поисках донора лёгкого для своей малышки.

## Сюжет
Дочь Пола Стэнтона и его жены Дианы умирает от редкого дегенеративного заболевания легких. Единственное, что может спасти ей жизнь, — это пересадка легкого от донора органов. Действие фильма начинается с того, что донорское легкое не удается правильно пересадить. Фильм переходит от настоящего времени к событиям, предшествующим этому. В настоящем Пол отправляется в Хуарес, чтобы найти человека по имени доктор Наварро. Оставив номер своего мобильного телефона во многих местных больницах, кто-то наконец связывается с Полом. В прошлом доктор Рубин, которая лечит Хлои, дала им информацию о коллеге Пола, Харрисоне, который каким-то образом сумел получить для себя орган для пересадки, возможно, на чёрном рынке. Пол столкнулся с Харрисоном и, наконец, смог узнать у него имя доктора Наварро. Харрисон говорит ему, что Наварро сам с ним связался, но он не знает, как с ним связаться.
В наше время, Пол попадает в засаду, устроенную несколькими парнями Наварро, которые говорят ему держаться подальше. После долгих поисков Пол наконец узнает, что доктор Наварро — это доктор Мартинес из местной больницы, куда он ранее обращался за помощью. Пол встречается с Мартинесом и просит его найти донора легких для его дочери, которой осталось жить всего неделю. Мартинес соглашается помочь ему за 250 000 долларов наличными.

## В ролях
- Дермот Малруни — Пол Стэнтон
- Диана Крюгер — Диана Стэнтон
- Миа Стэллард — Хлои
- Сэм Шепард — Джеймс Харрисон
- Хорди Молья — Агилар
- Венсан Перес — доктор Мартинес
- Розанна Аркетт — доктор Рубин

## Съёмочная группа
- Режиссёр: Балтазар Кормакур
- Сценарий: Уолтер Доти, Джон Клафлин
- Сюжет: Кристиан Эскарио
- Продюсеры: Дженнифер Келли
- Оператор: Оттар Гуднасон
- Композитор: Джеймс Ньютон Ховард

## Производство
- IFC Films
- 26 Films
- Blue Eyes

## Релиз
Фильм был показан на Международном кинофестивале в Хэмптоне и вышел в ограниченный прокат в США в октябре 2010 года.

## Восприятие
На сайте Rotten Tomatoes фильм имеет рейтинг 38 % основанный на 24 отзывах. На Metacritic средневзвешенная оценка составляет 39 из 100 на основе 13 рецензий.